# David y el gigante de piedra
David y el gigante de piedra (Die Schelme von Schelm, en alemán) es una película de animación estrenada en 1995, dirigida por Albert Hanan Kaminski. Es una coproducción internacional entre Alemania, Hungría, Israel y Francia, basada en una historia del escritor polaco-estadounidense Isaac Bashevis Singer. La película mezcla humor, fábula y tradición judía, presentando una historia clásica con un enfoque accesible al público infantil.

## Argumento
Ambientada en el ficticio pueblo de Chelm, la historia sigue a David, un joven travieso y soñador que, tras meterse en líos una y otra vez, acaba enfrentándose al desafío más increíble de todos: salvar a su comunidad enfrentándose a un gigantesco golem de piedra. A través de su ingenio, valentía y espíritu indomable, David demostrará que incluso los más pequeños pueden convertirse en héroes.

## Producción
La película fue coproducida por estudios de animación de Hungría (Pannonia Film), Alemania (TMO Film), Francia (Les Films de L'Arlequin) e Israel. La animación fue realizada en su mayoría mediante técnicas tradicionales en 2D.  
La historia está inspirada en relatos del folclore judío y de la ciudad ficticia de Chelm, frecuentemente parodiada en la literatura yiddish como hogar de personajes ingenuos o sabios absurdos. El guion fue desarrollado por el propio director, Albert Hanan Kaminski.

## Banda sonora
La música fue compuesta por Michel Legrand, ganador de varios premios Óscar. Su partitura orquestal realza el tono fantástico y emotivo del film.

## Estreno y recepción
David y el gigante de piedra se estrenó en Alemania en octubre de 1995, llegando posteriormente a otros países europeos y a Estados Unidos.  
En España, fue distribuida por Disney a través de Buena Vista International, su filial para estrenos cinematográficos, y se estrenó en cines el 20 de agosto de 1996.
La recepción crítica fue moderadamente positiva. Se valoró su trasfondo cultural y su carácter didáctico, aunque pasó algo desapercibida fuera del circuito de cine infantil y cultural.

## Premios
| Año  | Premio                      | Categoría                       | Resultado |
| ---- | --------------------------- | ------------------------------- | --------- |
| 1996 | Festival de Cine de Chicago | Mejor Largometraje de Animación | Ganador   |
| 1995 | Festival de Cine de Annecy  | Mejor Filme Infantil            | Ganador   |
| 1996 | Deutscher Filmpreis         | Mejor Película de Animación     | Nominado  |

## Temas
La película aborda temas como el ingenio frente a la fuerza bruta, la importancia de la sabiduría, la tradición oral y la perseverancia. También introduce a los más pequeños conceptos del judaísmo y del folclore centroeuropeo a través del humor y la fantasía.

## Ediciones en formato doméstico
David y el gigante de piedra fue lanzada en formato VHS y DVD en varios países. En Estados Unidos, la edición en VHS fue distribuida por Warner Home Video en 1999, facilitando el acceso familiar a la película en casa. En España, la película tuvo ediciones en formato doméstico durante finales de los años 90, distribuidas principalmente por compañías vinculadas a Buena Vista International, filial de Disney, que también gestionó su distribución en cines.
Además, la película alcanzó gran popularidad entre los niños españoles de los 90 gracias a una promoción de Telepizza, que la distribuyó como regalo en sus menús infantiles. Esta estrategia de merchandising contribuyó a que muchas familias descubrieran la película, consolidándola como un título recordado por esa generación.